# Tomasz Duszyński
Tomasz Duszyński (* 1976 Strzelin, Polsko) je polský novinář, spisovatel a scenárista počítačových her. Je autorem série kriminálních románů Glatz.

## Dílo (výběr)
- Glatz. 2019 (česky Glatz. Záhadné vraždy v pohraničí. Praha 2022).
- Glatz. Kraj pana Boga. 2020 (česky Glatz. Země Pána Boha. Praha 2023).
- Glatz. Zamieć. 2021 (česky Glatz. Smršť. Praha 2023).
- Glatz. Goliat. 2022.

## Ocenění
- Złoty Pocisk v kategorii nejlepší detektivní historický román za knihu Glatz. Zamieć[1]